# Neasuroides asakurai
Neasuroides asakurai är en fjärilsart som beskrevs av Matsumura 1927. Neasuroides asakurai ingår i släktet Neasuroides och familjen björnspinnare. Inga underarter finns listade i Catalogue of Life.